# 许昆林
许昆林（1965年5月—），男，汉族，福建永春人，中华人民共和国政治人物。曾任上海市人民政府副市长、苏州市委书记，现任中共江苏省委副书记、江苏省人民政府省长、第二十届中央委员。

## 生平
1984年毕业于杭州商学院计划统计专业，1984年8月参加工作，中共党员。曾任国家发展和改革委员会价格司副司长、价格监督检查司司长、价格监督检查与反垄断局局长、价格司司长、固定资产投资司司长、国家发改委副秘书长。
2017年3月31日，被任命为上海市人民政府副市长。
2020年9月29日，调任中共江苏省委常委、苏州市委书记。他也成为1983年以来首位非江苏本省官员出身，出任苏州市委书记的官员。任职苏州市委书记后，许昆林一直强调上海与苏州的关系，同时强化两地合作。在2021年央视《对话》节目中，他曾形容沪苏两地的关系：“沪苏同城化，相当于上海人多了一个金鸡湖和阳澄湖，苏州人多了一个陆家嘴和外滩”。
2021年10月19日，升任中共江苏省委副书记、江苏省人民政府代省长。2022年1月23日，正式当选为江苏省人民政府省长。